# Florian Schaffenrath
Florian Schaffenrath (* 25. Mai 1978 in Innsbruck) ist ein österreichischer Altphilologe.

## Leben
Er wuchs in Axams auf. Nach der Matura 1996 am Akademischen Gymnasium Innsbruck mit Auszeichnung studierte er klassische Philologie an der Ruprecht-Karls-Universität Heidelberg, an der Universität Innsbruck und der Universität Siena von Wintersemester 1996/1997 bis Wintersemester 2004/05. Er wurde sub auspiciis praesidentis im Juni 2005 promoviert. Von 2002 bis 2009 war er Forschungsassistent an der Abteilung Latinistik des Instituts für Sprachen und Literaturen (Projekt Geschichte der lateinischen Literatur in Tirol). Er vertrat Universitäts-Assistent Wolfgang Kofler von Wintersemester 2005/06 bis Sommersemester 2006. Er forschte am Österreichischen Historischen Institut in Rom von Wintersemester 2006/07 bis Sommersemester 2007. Von 2010 bis 2014 war er Assistenzprofessor für Klassische Philologie. Nach der Habilitation im August 2014 wurde ihm die Lehrberechtigung für das Fach Klassische Philologie und Neulatein verliehen. Seit September 2014 ist er Direktor des Ludwig Boltzmann Instituts für Neulateinische Studien. Seit Oktober 2014 ist er assoziierter Professor der Universität Innsbruck.
Seine Forschungsgebiete sind neulateinisches Epos, neulateinische Literatur Tirols, Marco Polo und Ciceros Philippische Reden.
Seit 2004 ist er Mitglied der katholischen Studentenverbindung AV Austria Innsbruck. Später wurde er noch Mitglied der KAV Capitolina Rom.

## Auszeichnungen
- 2018: Tiroler Landespreis für Wissenschaft – Förderpreis[1]

## Schriften (Auswahl)
- Acta der Hl. Notburga, der jungfräulichen Magd, der herausragenden Schutzherrin der Armen sowie der Patronin gegen Tierseuchen. Freunde der Notburgakirche in Eben, Eben am Achensee 2001, OCLC 792987872.
- als Herausgeber mit Stefan Tilg: Achilles in Tirol. Der „bayerische Rummel“ 1703 in der „Epitome rerum Oenovallensium“ (= Commentationes Aenipontanae. Band 35) (= Commentationes Aenipontanae. Tirolensia Latina. Band 5). Wagner, Innsbruck 2004, ISBN 3-7030-0386-3.
- mit Hermann Niedermayr: Reisen in den Fernen Osten. Spätmittelalterliche Fernreiseberichte in lateinischer Sprache. Eine Auswahl. Texte, Übersetzungen und Kommentare (= Latein Forum. Band 55/56). Verein Latein-Forum, Innsbruck 2005, ISBN 3-9501975-1-6.
- Ubertino Carrara SJ. Columbus. Carmen epicum (1715) (= Bibliothek seltener Texte in Studienausgaben. Band 6). Weidler, Berlin 2006, ISBN 3-89693-421-X (zugleich Dissertation, Innsbruck 2004).
- Die Briefe des Priors Benedikt Stephani aus Stams (1640–1671) (= Tiroler Geschichtsquellen. Band 51). Tiroler Landesarchiv, Innsbruck 2006, ISBN 3-901464-22-0.
- als Herausgeber mit Florian Martin Müller: Anton Roschmanns lateinische Beschreibung der Ruinen von Aguntum. Reliquiae aedificii Romani ad oppidum Tyrolense Lienz detectae vulgo das Zwergengebäu (= Commentationes Aenipontanae. Band 36) (= Commentationes Aenipontanae. Tirolensia Latina. Band 6). Wagner, Innsbruck 2007, ISBN 3-7030-0434-7.
- als Herausgeber mit Wolfgang Kofler und Karlheinz Töchterle: Pontes V. Übersetzung als Vermittlerin antiker Literatur (= Comparanda. Band 11). Studien-Verlag, Innsbruck-Wien-Bozen 2009, ISBN 978-3-7065-4643-0.
- als Herausgeber: Silius Italicus. Akten der Innsbrucker Tagung vom 19.–21. Juni 2008 (= Studien zur Klassischen Philologie. Band 164). Studien-Verlag, Innsbruck-Wien-Bozen 2010, ISBN 978-3-631-58658-7.
- als Herausgeber mit Wolfgang Kofler und Martin Korenjak: Gipfel der Zeit. Berge in Texten aus fünf Jahrtausenden. Karlheinz Töchterle zum 60. Geburtstag (= Paradeigmata. Band 12). Rombach, Freiburg/Berlin/Wien 2010, ISBN 978-3-7930-9636-8.
- als Herausgeber mit Martin Korenjak: Pontes VI. Der Altsprachliche Unterricht in der Frühen Neuzeit (= Comparanda. Band 14). Studien-Verlag, Innsbruck-Wien-Bozen 2010, ISBN 978-3-7065-4819-9.